# Andrea Cacciavillani
Andrea Cacciavillani né le 30 juin 1970 à Agnone est un écrivain et poète italien contemporain.

## Biographie
Il est né le 30 juin 1970 à Agnone, dans la province d'Isernia, région Molise, Italie

## Publications
- Icaro Cuori di cera, poésie, Edizioni del Delfino, Naples, 2002
- Porte, roman, Michele Pascale editore, Rome, 2003
- Labirinto Paradiso, roman, Edizioni della Meridiana, Florence, 2005 —  (ISBN 8-8874-7889-9)
- Canto Plastico - Immagini per testi, testi per immagini, textes pour une installation poétique d'Andrea Cacciavillani et  une exposition de peinture de Enzo de Simone, commissaire d'exposition Massimo Rosa, Milan, 2006